# Luis Vega
Luis Vega (16 de julho de 1960) é um matemático espanhol, que trabalha com equações diferenciais parciais.

## Biografia
Vega estudou na Universidade Complutense de Madrid, onde obteve o bacharelado em 1982, com um doutorado em 1988 na Universidade Autônoma de Madrid (UAM), orientado por Antonio Barba, com a tese El multiplicador de Shrödinger la función maximal y los operadores de restricción.. No pós-doutorado foi Dickson Instructor na Universidade de Chicago. Lecionou até 1993 na UAM (professor assistente) e depois na Universidade do País Basco, onde foi em 1995 professor pleno.
É fellow da American Mathematical Society. Recebeu a Medalha Blaise Pascal de 2015. Foi palestrante convidado do Congresso Internacional de Matemáticos em Madrid (2006: The initial value problem for nonlinear Schrödinger equations).

## Publicações selecionadas
- com Carlos Kenig, G. Ponce: Smoothing effects and local existence theory for the generalized nonlinear Schrödinger equations, Invent. Math., Volume 134, 1998, p. 489–545
- com L. Escauriaza, Kenig, Ponce: Uniqueness properties of solutions to Schrödinger equations, Bull.Amer. Math. Soc., Volume 49, 2012, p. 415–442, Online